# Emilio Butragueño
Emilio Butragueño Santos (* 22. Juli 1963 in Madrid) ist ein ehemaliger spanischer Fußballspieler. Der Stürmer spielte fast seine gesamte Karriere für Real Madrid. Mit den Königlichen gewann er in den 1980er und 1990er Jahren unter anderem sechsmal die spanische Meisterschaft und zweimal den UEFA-Pokal. Später arbeitete er im Management des Vereins und war einige Zeit Vize-Präsident Real Madrids.
Von Pelé wurde Butragueño 2004 auf die Liste der 125 besten noch lebenden Fußballer, die FIFA 100, gesetzt.

## Vereinskarriere
Emilio Butragueño stammt aus Madrid und wurde mit 17 Jahren in die als La Fábrica bezeichnete Jugendabteilung des Rekordmeisters Real Madrid aufgenommen. Der kleine, wendige Stürmer stieg 1982 in die Reservemannschaft Real Madrid Castilla auf und spielte zwei Jahre lang in der Segunda División. 
Am 5. Februar 1984 debütierte Butragueño für die Königlichen in einem Ligaspiel der Primera División. Trainer Alfredo Di Stéfano brachte ihn in der Partie gegen den FC Cádiz und wurde von dem Talent nicht enttäuscht: Beim 3:2-Sieg schoss er zwei Tore und bereitete den dritten Treffer vor. Butragueño erspielte sich in kurzer Zeit einen Stammplatz und die Anhänger nannten ihn bald El Buitre (Der Geier). Zusammen mit den Spielern Michel, Martin Vázquez, Manolo Sanchís und Miguel Pardeza bildete er die Quinta del Buitre – die neue Generation spanischer Real-Spieler, die den Sprung vom FC Castilla in die Profimannschaft geschafft hatten. Ab 1985 fand Real zu alter Stärke zurück und um die Quinta del Buitre wurde eine neue Spitzenmannschaft aufgebaut. Gemeinsam mit dem Mexikaner Hugo Sánchez und dem Argentinier Jorge Valdano bildete Butragueño den torgefährlichsten Angriff Spaniens. Von 1986 bis 1990 errang Real fünfmal in Folge die Meisterschaft sowie zweimal den  UEFA-Pokal (1985 und 1986). Die Königlichen dominierten den spanischen Fußball, allerdings blieb ihnen der ersehnte Sieg im Europapokal der Landesmeister versagt. In der Saison 1990/91 wurde Butragueño mit 19 Toren Pichichi (spanischer Torschützenkönig) und löste Mannschaftskamerad Sánchez ab.
Nach elf Jahren als unangefochtener Stammspieler und Führungsfigur kam Butragueño in der Meistersaison 1994/95 nur noch auf acht Einsätze. Trainer Jorge Valdano zog ihm den 17-jährigen Nachwuchsstürmer Raúl vor und leitete so einen Generationenwechsel im Kader ein. Im Sommer 1995 verließ Butragueño Real Madrid, für die er in 463 Pflichtspielen 189 Tore erzielt hatte: Primera División: 341 (123); Nationale Pokalwettbewerbe: 47 (21); Europapokal: 75 (27).
Er ging nach Mexiko und ließ seine Laufbahn beim kleinen Erstligaklub Atlético Celaya ausklingen. Als 35-Jähriger beendete er im April 1998 seine aktive Karriere.

## Nationalmannschaft
Schon im Sommer 1984 wurde Butragueño in das spanische Aufgebot für die Europameisterschaft in Frankreich nominiert. Die Mannschaft erreichte das Endspiel und wurde Vize-Europameister, doch der junge Madrilene war während des Turniers nicht zum Einsatz gekommen. Erst am 17. Oktober 1984 debütierte er für die „Selección“ in der Partie gegen Wales und steuerte ein Tor zum 3:0-Sieg bei.
Zwei Jahre später gehörte El Buitre zu den Stammspielern für die WM in Mexiko. In der Gruppenphase gelang ihm ein Treffer gegen Nordirland, doch im Achtelfinale machte er wohl das Spiel seines Lebens, als er beim 5:1-Sieg über Dänemark vier Tore schoss. Beide für Spanien gegebene Elfmeter erfolgten nach Fouls an ihm. Spanien galt nun als Geheimfavorit, doch nach dem verlorenen Elfmeterschießen im Viertelfinale gegen Belgien mussten die Iberer ihre Titelträume begraben und die Heimreise antreten. Mit fünf Treffern bei dem Turnier lag er zusammen mit Careca und Diego Maradona auf dem zweiten Platz der erfolgreichsten Torschützen hinter Gary Lineker (6 Treffer). Bei der Wahl zu „Europas Fußballer des Jahres“ belegte Butragueño den dritten Platz.
Als neuer Mannschaftskapitän führte Butragueño sein Land in die WM-Endrunde 1990 nach Italien. Wieder einmal waren die Erwartungen an die Mannschaft hoch und wieder einmal enttäuschte diese auf der ganzen Linie. Spanien wurde zwar souveräner Gruppensieger, scheiterte aber schon im Achtelfinale an Jugoslawien. Butragueño konnte dem Team seinen Stempel nicht aufdrücken, spielte ein unauffälliges Turnier und blieb ohne Torerfolg.
Nach der verpassten Qualifikation zur EURO 1992 trat Butragueño aus der Nationalmannschaft zurück. In 69 Länderspielen waren ihm 26 Treffer gelungen, womit er bis 2001 bester Torschütze seines Landes war. Heute liegt er hinter David Villa, Raúl, Fernando Hierro und Fernando Morientes auf dem fünften Platz.

## Erfolge
- Spanischer Meister (6): 1985/86, 1986/87, 1987/88, 1988/89, 1989/90, 1994/95
- Spanischer Pokalsieger (2): 1989, 1993
- Spanischer Supercup (4): 1988, 1989, 1990, 1993
- Spanischer Ligapokal: 1985
- UEFA-Pokal (2): 1985, 1986

### Persönliche Auszeichnungen
- Spanischer Torschützenkönig: 1991 (19 Tore)
- Europas Fußballer des Jahres: Dritter 1986, Dritter 1987
- Trofeo Bravo (bester Nachwuchsspieler Europas): 1985, 1986
- Zweitbester Torschütze der WM 1986 (Silver Ball) mit 5 Treffern (zusammen mit Careca und Diego Maradona)
- Aufnahme in die FIFA 100

## Saisonstatistik
| Verein               | Liga             | Saison          | Liga   | Liga | Nat. Pokale | Nat. Pokale | Europapokal | Europapokal | Andere | Andere | Gesamt | Gesamt |
| Verein               | Liga             | Saison          | Spiele | Tore | Spiele      | Tore        | Spiele      | Tore        | Spiele | Tore   | Spiele | Tore   |
| -------------------- | ---------------- | --------------- | ------ | ---- | ----------- | ----------- | ----------- | ----------- | ------ | ------ | ------ | ------ |
| Real Madrid Castilla | Segunda División | 1981/82         | 6      | 3    | -           | -           | -           | -           | -      | -      | 6      | 3      |
| Real Madrid Castilla | Segunda División | 1982/83         | 38     | 13   | 5           | 0           | -           | -           | -      | -      | 43     | 13     |
| Real Madrid Castilla | Segunda División | 1983/84         | 21     | 21   | 9           | 3           | -           | -           | -      | -      | 30     | 24     |
| Gesamt               | Gesamt           | Gesamt          | 65     | 37   | 14          | 3           | -           | -           | -      | -      | 79     | 40     |
| Real Madrid          | Primera División | 1983/84         | 10     | 4    | 2           | 2           | -           | -           | -      | -      | 12     | 6      |
| Real Madrid          | Primera División | 1984/85         | 29     | 10   | 4           | 0           | 11          | 4           | -      | -      | 44     | 14     |
| Real Madrid          | Primera División | 1985/86         | 31     | 10   | 6           | 2           | 12          | 2           | -      | -      | 49     | 14     |
| Real Madrid          | Primera División | 1986/87         | 35     | 11   | 3           | 3           | 7           | 5           | -      | -      | 45     | 19     |
| Real Madrid          | Primera División | 1987/88         | 32     | 12   | 3           | 1           | 8           | 2           | -      | -      | 43     | 14     |
| Real Madrid          | Primera División | 1988/89         | 33     | 15   | 8           | 3           | 8           | 4           | -      | -      | 49     | 22     |
| Real Madrid          | Primera División | 1989/90         | 32     | 10   | 6           | 2           | 2           | 2           | -      | -      | 40     | 14     |
| Real Madrid          | Primera División | 1990/91         | 35     | 19   | 4           | 2           | 4           | 4           | -      | -      | 43     | 25     |
| Real Madrid          | Primera División | 1991/92         | 35     | 14   | 6           | 4           | 9           | 1           | -      | -      | 50     | 19     |
| Real Madrid          | Primera División | 1992/93         | 34     | 9    | 3           | 1           | 6           | 1           | -      | -      | 43     | 11     |
| Real Madrid          | Primera División | 1993/94         | 27     | 8    | 2           | 1           | 4           | 2           | -      | -      | 33     | 11     |
| Real Madrid          | Primera División | 1994/95         | 8      | 1    | -           | -           | 4           | 0           | -      | -      | 12     | 1      |
| Gesamt               | Gesamt           | Gesamt          | 341    | 123  | 47          | 21          | 75          | 27          | -      | -      | 463    | 171    |
| Atlético Celaya      | Liga MX          | 1995/96         | 34     | 17   | -           | -           | -           | -           | -      | -      | 34     | 17     |
| Atlético Celaya      | Liga MX          | 1996/97         | 26     | 2    | -           | -           | -           | -           | -      | -      | 26     | 2      |
| Atlético Celaya      | Liga MX          | 1997/98         | 31     | 10   | -           | -           | -           | -           | -      | -      | 31     | 10     |
| Gesamt               | Gesamt           | Gesamt          | 91     | 29   | -           | -           | -           | -           | -      | -      | 91     | 29     |
| Karriere Gesamt      | Karriere Gesamt  | Karriere Gesamt | 497    | 189  | 61          | 24          | 75          | 27          | -      | -      | 633    | 240    |

## Nach der Karriere
Nach seiner aktiven Laufbahn arbeitete er im Management von Real Madrid und war bis 2006 Vize-Präsident des Vereins.